# Robertus van Dover
Robertus van Dover, Robert de Douva of Robert van Ariën (Chartres, 12e eeuw – Condé, 4 oktober 1174) was proost van Ariën, Sint-Omaars, Dowaai en Sint-Donaas in Brugge.  Hij was ook kanselier van Vlaanderen.  Later werd hij gekozen tot bisschop van Atrecht en Kamerijk.

## Levensloop
Clericus en edelman van Franse origine, behoorde Robert van Dover tot de getrouwen van de Vlaamse graaf Filips van de Elzas.
Hij bleef proost van Sint-Donaas van ca. 1169 tot aan zijn overlijden en ondanks zijn benoeming tot bisschop, eerst in 1172 van Atrecht en vervolgens in 1173 in Kamerijk, posten die hij nooit innam. 
Hij werd gedood bij een volksoproer in Condé in Henegouwen, bij het oversteken van een brug, waar hij reisde met een escorte en onder bescherming van graaf Boudewijn van Henegouwen. De heer van Condé, Jacob van Avesnes, werd aangewezen als aanstoker.  Als represaille liet de Henegouwse graaf het kasteel van Condé verwoesten; de Vlaamse graaf Filips liet Guise innemen, alsmede alle gebieden in het graafschap Vermandois die Jacob bezat via de lijn van zijn echtgenote. 